# FEI Weltmeisterschaften Pratoni 2022
| FEI Weltmeisterschaften Pratoni – Rom 2022 | FEI Weltmeisterschaften Pratoni – Rom 2022 |
| ------------------------------------------ | ------------------------------------------ |
| Austragungsort:                            | Rocca di Papa, Italien                     |
| Sportstätten:                              | Pratoni del Vivaro                         |
| Teilnehmende Pferdesportler:               |                                            |
| Internet:                                  | pratoni2022.it                             |

Die FEI Weltmeisterschaften Pratoni – Rom 2022 (englisch FEI World Championships Pratoni – Roma 2022) sind eine Multisportveranstaltung im Pferdesport. Sie werden vom 15. bis 25. September 2022 nahe der Stadt Rocca di Papa ausgerichtet. Im Rahmen dieser Veranstaltung werden die Weltmeisterschaften in zwei Pferdesportdisziplinen durchgeführt:
- Vielseitigkeitsreiten (Weltmeister im Vielseitigkeitsreiten)
- Vierspännerfahren (Weltmeister im Fahrsport)

Die Weltmeisterschaften in Pratoni stellen die kleinere von zwei Nachfolgeveranstaltungen der Weltreiterspiele im Jahr 2022 dar. Einen Monat zuvor hatten bereits die FEI Weltmeisterschaften Herning 2022 stattgefunden.

## Wettkämpfe

### Vielseitigkeitsreiten

#### Endergebnis

##### Endergebnis Einzelwertung
| Rang | Reiter           | Pferd                | Minuspunkte | Minuspunkte | Minuspunkte | Minuspunkte | Minuspunkte |
| Rang | Reiter           | Pferd                | Dressur     | Gelände     | Springen    | Gesamt      |             |
| ---- | ---------------- | -------------------- | ----------- | ----------- | ----------- | ----------- | ----------- |
| 1    | Yasmin Ingham    | Banzai du Loir       | 22,00       | 1,20        | 0,00        | 23,20       |             |
| 2    | Julia Krajewski  | Amande de B'Néville  | 26,00       | 0,00        | 0,00        | 26,00       |             |
| 3    | Tim Price        | Falco                | 26,20       | 0,80        | 0,00        | 26,20       |             |
| 4    | Rosalind Canter  | Lordships Graffalo   | 26,20       | 0,80        | 0,00        | 26,20       |             |
| 5    | Michael Jung     | Chipmunk FRH         | 18,80       | 0,00        | 8,00        | 26,80       |             |
| 6    | Gaspard Maksud   | Zaragoza             | 27,10       | 0,00        | 0,00        | 27,10       |             |
| 7    | William Coleman  | Off the record       | 26,40       | 0,80        | 0,00        | 27,20       |             |
| 8    | Kazuma Tomoto    | Vinci de la Vigne    | 25,90       | 1,20        | 4,00        | 31,10       |             |
| 9    | Tamra Smith      | Mai Baum             | 24,00       | 0,00        | 8,00        | 32,00       |             |
| 10   | Jonelle Price    | McClaren             | 26,10       | 6,00        | 0,00        | 32,10       |             |
| 11   | Ariel Grald      | Leamore Master Plan  | 32,50       | 0,00        | 0,00        | 32,50       |             |
| 12   | Tom McEwen       | Toledo de Kerser     | 25,60       | 4,80        | 4,00        | 34,40       |             |
| 13   | Shane Rose       | Virgil               | 31,50       | 2,80        | 4,00        | 38,30       |             |
| 14   | Felix Vogg       | Cartania             | 31,50       | 0,00        | 8,00        | 39,50       |             |
| 15   | Robin Godel      | Grandeur de Lully CH | 26,80       | 7,20        | 6,00        | 40,00       |             |
|      | …                |                      |             |             |             |             |             |
| 22   | Christoph Wahler | Carjatan S           | 32,80       | 9,60        | 0,00        | 42,40       |             |
| 23   | Sandra Auffarth  | Viamant du Matz      | 31,30       | 0,00        | 12,00       | 43,30       |             |
|      | …                |                      |             |             |             |             |             |
| 16   | Lea Siegl        | DSP Fighting Line    | 29,40       | 4,40        | 12,40       | 46,20       |             |
| 38   | Mélody Johner    | Toubleu de Rueire    | 35,90       | 8,00        | 17,20       | 61,10       |             |
|      | …                |                      |             |             |             |             |             |
| 45   | Alina Dibowski   | Barbados             | 30,60       | 17,80       | 16,80       | 65,20       |             |
|      | …                |                      |             |             |             |             |             |
| 57   | Harald Ambros    | Mountbatton          | 34,50       | 36,80       | 18,40       | 89,70       |             |

Fußnote:
1. ↑  Die Idealzeit im Gelände betrug 9:50 Minuten. Da Tim Price mit seiner benötigten Geländezeit von 9:49 Minuten dichter an der Idealzeit war als Rosalind Canter (mit 9:43 Minuten) gewann Price die Bronzemedaille.

##### Endergebnis Mannschaftswertung
| Platz                                         | Land               | Reiter und Pferde                   | Minuspunkte | Minuspunkte | Minuspunkte | Minuspunkte |
| Platz                                         | Land               | Reiter und Pferde                   | Dressur     | Gelände     | Springen    | Gesamt      |
| 1                                             | Deutschland        | Deutschland                         |             |             |             | 95,20       |
| --------------------------------------------- | ------------------ | ----------------------------------- | ----------- | ----------- | ----------- | ----------- |
|                                               |                    | Julia Krajewski Amande de B'Néville | 26,00       | 0,00        | 0,00        | 26,00       |
| Michael Jung Chipmunk FRH                     | 18,80              | 0,00                                | 8,00        | 26,80       |             |             |
| Christoph Wahler Carjatan S                   | 32,80              | 9,60                                | 0,00        | 42,40       |             |             |
| Sandra Auffarth Viamant du Matz               | 31,30              | 0,00                                | 12,00       | (43,30)     |             |             |
| 2                                             | Vereinigte Staaten | Vereinigte Staaten                  |             |             |             | 100,30      |
|                                               |                    | William Coleman Off the record      | 26,40       | 0,80        | 0,00        | 27,20       |
| Tamra Smith Mai Baum                          | 24,00              | 0,00                                | 8,00        | 32,00       |             |             |
| Lauren Nicholson Vermiculus                   | 27,10              | 5,60                                | 8,40        | 41,10       |             |             |
| Boyd Martin Tsetserleg TSF                    | 26,20              | 0,00                                | 16,00       | (42,20)     |             |             |
| 3                                             | Neuseeland         | Neuseeland                          |             |             |             | 100,70      |
|                                               |                    | Tim Price Falco                     | 26,20       | 0,00        | 0,00        | 26,20       |
| Jonelle Price McClaren                        | 26,10              | 6,00                                | 0,00        | 32,10       |             |             |
| Monica Spencer Artist                         | 25,60              | 4,40                                | 12,40       | 42,40       |             |             |
| Clarke Johnstone Menlo Park                   | 27,40              | 49,00                               | 4,80        | (81,20)     |             |             |
| 4                                             | Großbritannien     | Großbritannien                      |             |             |             | 100,90      |
|                                               |                    | Rosalind Canter Lordships Graffalo  | 26,20       | 0,00        | 0,00        | 26,20       |
| Tom McEwen Toledo de Kerser                   | 25,60              | 4,80                                | 4,00        | 34,40       |             |             |
| Oliver Townend Ballaghmor Class               | 24,30              | 0,00                                | 16,00       | 40,30       |             |             |
| Laura Collett London                          | 19,30              | 38,80                               | 4,00        | (62,10)     |             |             |
| 5                                             | Irland             | Irland                              |             |             |             | 136,80      |
|                                               |                    | Austin O’Connor Colorado Blue       | 32,20       | 0,80        | 8,00        | 41,00       |
| Susannah Berry Monbeg by Design               | 38,00              | 8,40                                | 0,00        | 46,40       |             |             |
| Padraig McCarthy Fallulah                     | 29,40              | 2,80                                | 17,20       | 49,40       |             |             |
| Sam Watson SAP Talisman                       | 37,40              | 2,40                                | 25,20       | 65,00       |             |             |
| 6                                             | Schweden           | Schweden                            |             |             |             | 139,40      |
|                                               |                    | Frida Andersen Box Leo              | 34,50       | 2,00        | 4,00        | 40,50       |
| Aminda Ingulfson Joystick                     | 31,70              | 9,60                                | 8,00        | 49,30       |             |             |
| Sofia Sjoborg Bryjamolga van het Marienshof Z | 32,80              | 14,80                               | 2,00        | 49,60       |             |             |
| Malin Josefsson Golden Midnight               | 38,30              | 16,60                               | 8,00        | (62,90)     |             |             |
| 7                                             | Schweiz            | Schweiz                             |             |             |             | 140,60      |
|                                               |                    | Felix Vogg Cartania                 | 31,50       | 0,00        | 8,00        | 39,50       |
| Robin Godel Grandeur de Lully CH              | 26,80              | 7,20                                | 6,00        | 40,00       |             |             |
| Mélody Johner Toubleu de Rueire               | 35,90              | 8,00                                | 17,20       | 61,10       |             |             |
| Nadja Minder Toblerone                        | 31,80              | ausgeschieden                       |             | (1000,00)   |             |             |
| 8                                             | Belgien            | Belgien                             |             |             |             | 151,60      |
| 9                                             | Italien            | Italien                             |             |             |             | 173,50      |
| 10                                            | Australien         | Australien                          |             |             |             | 174,30      |
| 11                                            | Japan              | Japan                               |             |             |             | 202,30      |
| 12                                            | Kanada             | Kanada                              |             |             |             | 276,90      |
| 13                                            | Brasilien          | Brasilien                           |             |             |             | 333,60      |
| 14                                            | Frankreich         | Frankreich                          |             |             |             | 1109,20     |
| 15                                            | Österreich         | Österreich                          |             |             |             | 1135,90     |
|                                               |                    | Lea Siegl DSP Fighting Line         | 29,40       | 4,40        | 12,40       | 46,20       |
| Harald Ambros Mountbatton                     | 34,50              | 36,80                               | 18,40       | 89,70       |             |             |
| Katrin Khoddam Hazrati Oklahoma               | 36,90              | ausgeschieden                       |             | 1000,00     |             |             |
| 16                                            | Spanien            | Spanien                             |             |             |             | 1166,70     |

### Vierspännerfahren
Die Weltmeisterschaften der Vierspännerfahrer werden vom 22. bis 25. September 2022 ausgetragen.